# Azipod
Azipod je trgovsko ime družbe ABB za tip ladijskega potisnika. Gre za sistem, ki se lahko obrača okoli vertikalne osi (azimuta) in ustvarja potisk s propelerjem v različne smeri. Razvili sta ga družbi Kvaerner Masa-Yards in ABB. Od drugih azimutnih potisnikov se azipod razlikuje po električnem motorju, ki je vgrajen v potisnik, zato nima mehanične gredi do motorja.. Do aprila 2012 je bilo nameščenih 230 azipodov v 100 plovil, skupaj so dosegli 7 milijonov obratovalnih ur.
Podoben sistem je Rolls-Roycov Mermaid, ki se uporablja na potniških ladjah kot je Queen Mary 2.
Izvedba CRP (ang. Contra-Rotating Propeller) ima dva propelerja, ki se vrtita v nasprotni smeri, s čimer se zmanjša poraba goriva.
Ladje z azipodom ne potrebujejo smernega krmila. Poleg tega se azipod lahko namesti na bolj optimalno mesto, s čimer se izboljša hidrodinamičnost plovila.